# Haukkajärvi (sjö i Finland, Birkaland)
Haukkajärvi är en sjö i Finland. Den ligger i Ruovesi kommun i landskapet Birkaland, i den sydvästra delen av landet, 220 km norr om huvudstaden Helsingfors. Haukkajärvi ligger 150,5 meter över havet. Arean är 2,64 kvadratkilometer och strandlinjen är 21,8 kilometer lång. Sjön  ingår i Kumo älvs huvudavrinningsområde.   I omgivningarna runt Haukkajärvi växer i huvudsak barrskog.